# Великий инспектор инквизитор

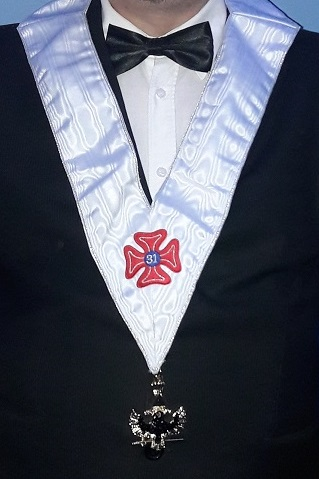
Лента и подвеска великого инспектора инквизитора

Великий инспектор инквизитор — 31° в Древнем и принятом шотландском уставе (ДПШУ). Этот градус является единственным в организационной структуре, которая именуется трибуналом.

## История
31° появился в ходе реформы Устава Королевской тайны в 1783 году в Чарльстоне, США, проведённой С. Майерсом и С. Форстом. В ходе реформы к 25-градусной системе Устава Королевской тайны прибавилось ещё 8 градусов, в числе которых появился и 31°, получивший название — великий инспектор инквизитор.

## Легенда градуса
Практическое испытание неофита в предыдущем градусе превращается в этой степени в подробной экзамен на знание обязанностей перед масонским орденом и законов Ордена 5 братьев. При обучении неофита приводятся высказывания мудрецов и законодателей масонства. Этот градус учит устанавливать твердые законы беспристрастной справедливости, учитывая бренности и несовершенство человеческой природы, прощать их в том случае, если есть надежда на исправление. Этот градус учит нас тому, что каждый человек достоин преимущества, даруемого презумпцией невиновности и чистоты намерений. Тот, кто берет на себя обязательство судить других, в первую очередь должен судить себя самого.

## Урок градуса
Этот градус учит нас тому, что каждый человек достоин преимущества, даруемого презумпцией невиновности и чистоты намерений. Тот, кто берёт на себя обязательство судить других, в первую очередь должен судить себя самого.